# 시라차

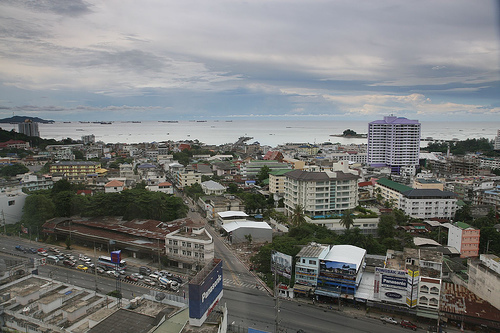
시라차의 전경

시라차(태국어: ศรีราชา, 영어: Si Racha)는 태국 촌부리주 시라차군에 속한 도시이다. 이 도시의 이름을 딴 소스 시라차 소스의 기원으로 잘 알려져 있다.